# منطقه تربیچ
منطقه تربیچ (به لاتین: Třebíč District) یک سکونتگاه مسکونی در جمهوری چک است که در ترژبیچ واقع شده‌است.

## خصوصیات
منطقه تربیچ ۱٬۴۶۳٫۰۷ کیلومترمربع مساحت و ۱۱۳٬۳۳۰ نفر جمعیت دارد.